# Sikra

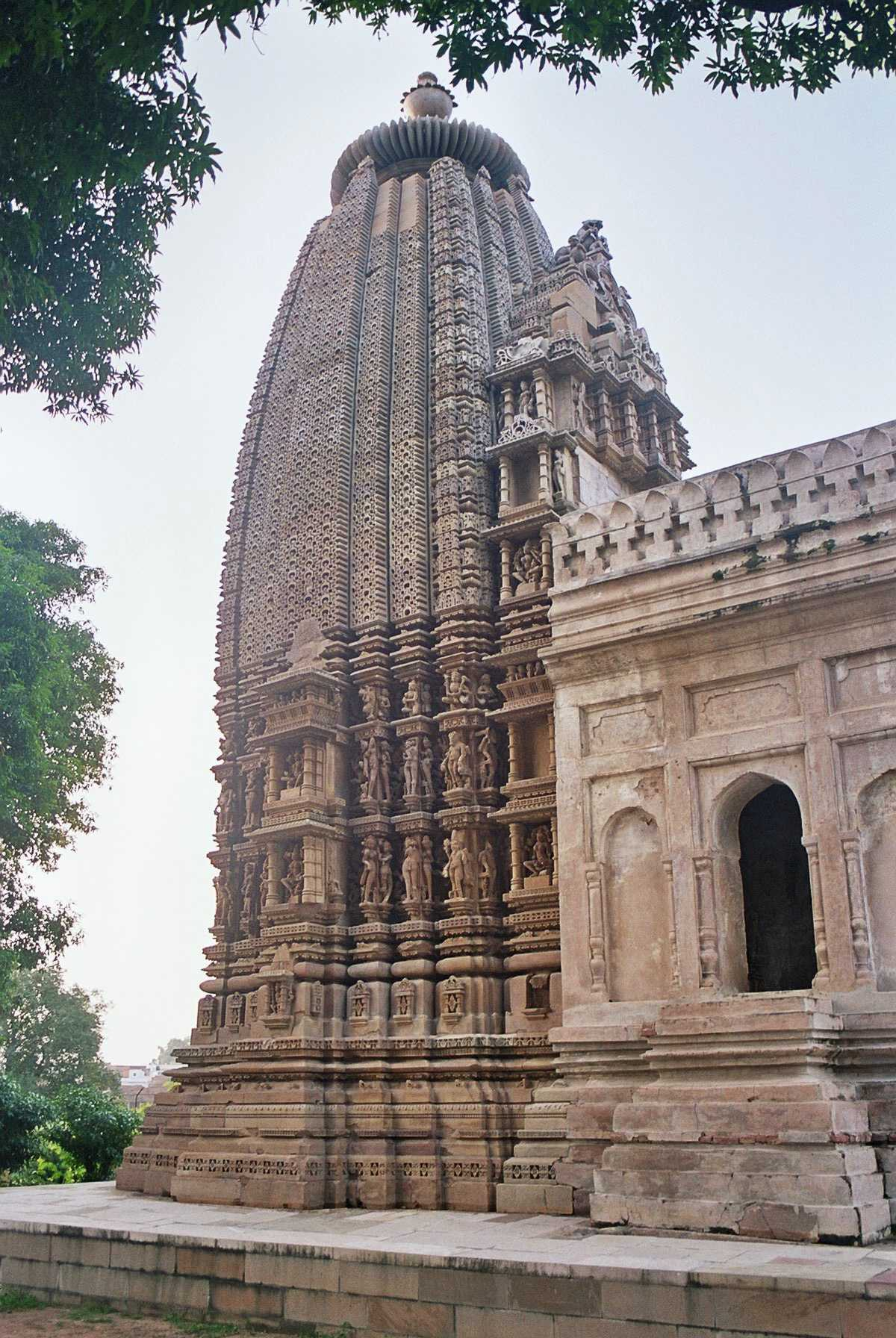
Templo de Adinath Jain Temple em Khajuraho, na Índia

Sikra designa na arquitectura indiana, uma torre de vários pisos em forma de pirâmide.